# Вербківська сільська рада (Павлоградський район)
| Вербківська сільська рада — колишній орган місцевого самоврядування у Павлоградському районі Дніпропетровської області з адміністративним центром у с. Вербки. Сільській раді були підпорядковані населені пункти: - с. Вербки - с. Морозівське - с. Нові Вербки 14 серпня 2015 року Вербківська, В'язівоцька, Кочережківська та Поперечненська сільські ради Павлоградського району були об'єднані у Вербківську сільську територіальну громаду. |

## Склад ради
Рада складалася з 20 депутатів та голови.

## Керівний склад сільської ради
| ПІБ                        | Основні відомості                                                                  | Дата обрання | Дата звільнення |
| -------------------------- | ---------------------------------------------------------------------------------- | ------------ | --------------- |
| Петров Сергій Анатолійович | Сільський голова, 1961 року народження, освіта, член Соціалістичної партії України | 26.03.2006   | 24.12.2008      |
| Холоденко Любов Пилипівна  | Сільський голова, 1948 року народження, освіта, позапартійна                       | 24.05.2009   | 31.10.2010      |
| Холоденко Любов Пилипівна  | Сільський голова, 1948 року народження, освіта вища, член Партії регіонів          | 31.10.2010   |                 |

Примітка: таблиця складена за даними джерела